# Ferdinando Bassi
Ferdinando Bassi (1710-1774) fue un botánico italiano. Pertenecía a una familia de comerciantes y transportistas, y se dedicó a los estudios de historia natural.
Su vida siempre giró en torno a la Universidad de Bolonia. En el Jardín Botánico de Bolonia ocupó el cargo de Prefecto de la primera sección de plantas raras y exóticas desde 1763 a 1774, año de su muerte. Se ocupó y supervisó todos los aspectos de la ciencia: desde la Física a la Química, a la Paleontología, sin olvidar por supuesto la Botánica. Hizo varios viajes para recoger nuevas plantas y así lo logró; Además también mantuvo correspondencia con científicos de la época, entre los que se menciona al genial Linneo, con quien tuvo un intercambio de documentación de materiales.
Escribe el botánico Antonio Turra (1736-1797) a Linneo, en una carta de fecha 28 de noviembre de 1769: 

"Pauci sunt Botanici Itali, praeter Montium et Bassium Bononienses, praeter Tillium Pisanum, praeterque Battarium clodiense amicum meum". Solo cuatro botánicos italianos dan la nota, y todavía muestra el nombre de Fernando Bassi.

## Algunas publicaciones
- 1763. Ambrosina novum plantae genus. Ed. Apud Laelium a Vulpe. 8 pp.

### Libros
- 1768. Delle terme porrettane (Sobre las termas porretanas). Ed. Nella stamperia di Giovanni Zempel

## Honores

### Epónimos
- (Chenopodiaceae) Bassia All.[1]
- (Sapotaceae) Bassia J.Koenig ex L.[2]

- La abreviatura «Bassi» se emplea para indicar a Ferdinando Bassi como autoridad en la descripción y clasificación científica de los vegetales.[3]